# Red Deer—Mountain View
Pour les articles homonymes, voir Red Deer (homonymie) et Deer.
Circonscription électorale fédérale du Canada
Red Deer—Mountain View était une circonscription électorale fédérale canadienne de l'Alberta. Elle comprenait:
- Le comté de Mountain View
- Une partie du comté de Red Deer, dont la partie sud de la ville de Red Deer

Les circonscriptions limitrophes étaient Red Deer—Lacombe, Banff—Airdrie, Battle River–Crowfoot, Bow River et Yellowhead.
À la suite du redécoupage de la carte électorale de 2022, Red Deer—Mountain View est redistribuée dans Ponoka—Didsbury, Red Deer et Yellowhead. 

## Députés
| Législature                                                     | Années       | Député | Député        | Parti        |
| --------------------------------------------------------------- | ------------ | ------ | ------------- | ------------ |
| Red Deer—Mountain View issue de Red Deer, Wild Rose et Crowfoot |              |        |               |              |
| 42e                                                             | 2015–2019    |        | Earl Dreeshen | Conservateur |
| 43e                                                             | 2019–2021    |        | Earl Dreeshen | Conservateur |
| 44e                                                             | 2021–Présent |        | Earl Dreeshen | Conservateur |
| dissoute dans Ponoka—Didsbury, Red Deer et Yellowhead           |              |        |               |              |

## Résultats électoraux
|       | Candidat               | Parti             | # de voix | % des voix |
|       | (X) Earl Dreeshen      | Conservateur      | +46 245,  | 74,33 %    |
|       | Chandra Lescia Kastern | Libéral           | +08 356,  | 13,43 %    |
|       | Paul Harris            | NPD               | +05 233,  | 8,41 %     |
|       | Simon Oleny            | Vert              | +01 621,  | 2,61 %     |
|       | James Walper           | Parti libertarien | +00445,   | 0,72 %     |
|       | Scott Milne            | Parti pirate      | +00312,   | 0,5 %      |
| Total | Total                  | Total             | 62 212    | 100 %      |